# Česká hokejová extraliga 2003/2004
Česká hokejová extraliga 2003/2004 byla 11. ročníkem nejvyšší hokejové soutěže v České republice.

## Fakta
- 11. ročník samostatné české nejvyšší hokejové soutěže
- Nejlepší střelec základní části – Jaroslav Balaštík 29 branek HC Hamé Zlín
- Nejlepší nahrávač – Josef Beránek HC Slavia Praha 47 nahrávek
- Vítěz kanadského bodování – Josef Beránek HC Slavia Praha
- Základní část – 51 utkání, 63 bodů / 16 branek + 47 nahrávek /
- Play off – 19 utkání, 18 bodů / 7 branky + 11 nahrávek /
- Celkem základní část + Play off – 70 utkání, 81 bodů / 23 branek + 58 nahrávek /
- V prolínací extraligové kvalifikaci uspěla HC Dukla Jihlava (vítěz 1. ligy) proti HC České Budějovice (sestupující z extraligy) – 4:0 na zápasy

### Systém soutěže
Všech 14 účastníků se v základní části utkalo nejprve čtyřkolově každý s každým. Prvních 8 celků postoupilo do play off, které se hrálo na čtyři vítězná utkání. Celek na 14. místě musel svoji extraligovou příslušnost obhajovat v baráži o extraligu, do které postoupil vítěz 1. ligy. Baráž o extraligu se hrála na 4 vítězná utkání.

## Kluby podle krajů
- Praha:
  - HC Slavia Praha
  - HC Sparta Praha
- Středočeský kraj:
  - HC Rabat Kladno
- Plzeňský kraj:
  - HC Lasselsberger Plzeň
- Karlovarský kraj:
  - HC Energie Karlovy Vary
- Pardubický kraj:
  - HC Moeller Pardubice
- Liberecký kraj:
  - Bílí Tygři Liberec
- Ústecký kraj:
  - HC Chemopetrol Litvínov
- Moravskoslezský kraj:
  - HC Oceláři Třinec
  - HC Vítkovice
- Zlínský kraj:
  - HC Hamé Zlín
  - Vsetínská hokejová
- Jihočeský kraj:
  - HC České Budějovice
- Jihomoravský kraj:
  - HC JME Znojemští Orli

## Konečná tabulka základní části
| Poř. | Tým                     | Z  | V  | Vp | R  | Pp | P  | Skóre   | B   |
| ---- | ----------------------- | -- | -- | -- | -- | -- | -- | ------- | --- |
| 1.   | HC Moeller Pardubice    | 52 | 32 | 0  | 7  | 5  | 8  | 176:107 | 108 |
| 2.   | HC Hamé Zlín (C)        | 52 | 27 | 3  | 3  | 3  | 16 | 153:119 | 93  |
| 3.   | HC Sparta Praha         | 52 | 27 | 1  | 5  | 2  | 17 | 150:116 | 90  |
| 4.   | HC JME Znojemští Orli   | 52 | 23 | 5  | 5  | 2  | 17 | 148:138 | 86  |
| 5.   | HC Slavia Praha         | 52 | 23 | 4  | 5  | 3  | 17 | 152:127 | 85  |
| 6.   | HC Vítkovice            | 52 | 22 | 3  | 7  | 3  | 17 | 154:134 | 82  |
| 7.   | HC Oceláři Třinec       | 52 | 23 | 1  | 3  | 1  | 24 | 152:157 | 75  |
| 8.   | HC Lasselsberger Plzeň  | 52 | 18 | 3  | 7  | 1  | 23 | 138:140 | 68  |
| 9.   | HC Rabat Kladno (N)     | 52 | 18 | 4  | 3  | 3  | 24 | 111:151 | 68  |
| 10.  | HC Chemopetrol Litvínov | 52 | 16 | 2  | 10 | 2  | 22 | 129:154 | 64  |
| 11.  | Bílí Tygři Liberec      | 52 | 15 | 2  | 9  | 5  | 21 | 123:146 | 63  |
| 12.  | HC Energie Karlovy Vary | 52 | 16 | 2  | 8  | 2  | 24 | 114:143 | 62  |
| 13.  | Vsetínská hokejová      | 52 | 15 | 4  | 6  | 1  | 26 | 113:126 | 60  |
| 14.  | HC České Budějovice     | 52 | 13 | 1  | 4  | 2  | 32 | 105:160 | 47  |

Poznámky:
- (C) = držitel mistrovského titulu, (N) = nováček (minulou sezónu hrál nižší soutěž a postoupil)

## Pavouk play off
|  | Čtvrtfinále            | Čtvrtfinále     |                        |   | Semifinále | Semifinále |  |  | Finále | Finále |
|  |                        |                 |                        |   |            |            |  |  |        |        |
|  |                        |                 |                        |   |            |            |  |  |        |        |
|  | HC Lasselsberger Plzeň | 4               |                        |   |            |            |  |  |        |        |
|  | HC Lasselsberger Plzeň | 4               |                        |   |            |            |  |  |        |        |
|  | HC Moeller Pardubice   | 3               |                        |   |            |            |  |  |        |        |
|  | HC Moeller Pardubice   | 3               | HC Lasselsberger Plzeň | 1 |            |            |  |  |        |        |
|  |                        |                 | HC Lasselsberger Plzeň | 1 |            |            |  |  |        |        |
|  |                        | HC Hamé Zlín    | 4                      |   |            |            |  |  |        |        |
|  | HC Hamé Zlín           | HC Hamé Zlín    | 4                      | 4 |            |            |  |  |        |        |
|  | HC Hamé Zlín           |                 |                        | 4 |            |            |  |  |        |        |
|  | HC Oceláři Třinec      | 3               |                        |   |            |            |  |  |        |        |
|  | HC Oceláři Třinec      | 3               | HC Hamé Zlín           | 4 |            |            |  |  |        |        |
|  |                        |                 | HC Hamé Zlín           | 4 |            |            |  |  |        |        |
|  |                        | HC Slavia Praha | 1                      |   |            |            |  |  |        |        |
|  | HC Slavia Praha        | HC Slavia Praha | 1                      | 4 |            |            |  |  |        |        |
|  | HC Slavia Praha        |                 |                        | 4 |            |            |  |  |        |        |
|  | HC JME Znojemští Orli  | 3               |                        |   |            |            |  |  |        |        |
|  | HC JME Znojemští Orli  | 3               | HC Slavia Praha        | 4 |            |            |  |  |        |        |
|  |                        |                 | HC Slavia Praha        | 4 |            |            |  |  |        |        |
|  |                        | HC Sparta Praha | 3                      |   |            |            |  |  |        |        |
|  | HC Sparta Praha        | HC Sparta Praha | 3                      | 4 |            |            |  |  |        |        |
|  | HC Sparta Praha        |                 |                        | 4 |            |            |  |  |        |        |
|  | HC Vítkovice           | 2               |                        |   |            |            |  |  |        |        |
|  | HC Vítkovice           | 2               |                        |   |            |            |  |  |        |        |

## Čtvrtfinále

### První čtvrtfinále
1. utkání
|  | HC Moeller Pardubice | 6 - 3         | HC Lasselsberger Plzeň |  |
|  | HC Moeller Pardubice | (1:2,2:0,3:1) | HC Lasselsberger Plzeň |  |

| Souhrn zápasu Report | Souhrn zápasu Report                                                                                               | Souhrn zápasu Report | Souhrn zápasu Report                                          | Souhrn zápasu Report |
| -------------------- | --- | -------------------- | ------------------------------------------------------------- | -------------------- |
|                      | 03:12 Michal Sýkora 22:04 Tomáš Blažek 24:26 Ľubomír Pištek 41:17 Petr Průcha 45:18 Petr Průcha 58:11 Petr Čáslava |                      | 13:19 Mario Cartelli 14:15 Martin Špaňhel 55:06 Michal Dvořák |                      |

2. utkání
|  | HC Moeller Pardubice | 5 - 2         | HC Lasselsberger Plzeň |  |
|  | HC Moeller Pardubice | (1:0,2:2,2:0) | HC Lasselsberger Plzeň |  |

| Souhrn zápasu Report | Souhrn zápasu Report                                                                                | Souhrn zápasu Report | Souhrn zápasu Report                        | Souhrn zápasu Report |
| -------------------- | --------------------------------------------------------------------------------------------------- | -------------------- | ------------------------------------------- | -------------------- |
|                      | 18:41 Ladislav Lubina 25:24 Jiří Dopita 37:08 Petr Mudroch 41:43 Jaroslav Kudrna 49:23 Tomáš Blažek |                      | 20:53 Dušan Andrašovský 30:10 Michal Straka |                      |

3. utkání
|  | HC Lasselsberger Plzeň | 4 - 2         | HC Moeller Pardubice |  |
|  | HC Lasselsberger Plzeň | (2:1,1:1,1:0) | HC Moeller Pardubice |  |

| Souhrn zápasu Report | Souhrn zápasu Report                                                            | Souhrn zápasu Report | Souhrn zápasu Report                    | Souhrn zápasu Report |
| -------------------- | ------------------------------------------------------------------------------- | -------------------- | --------------------------------------- | -------------------- |
|                      | 02:11 Josef Straka 07:42 Michal Straka 30:33 Josef Straka 42:32 Martin Paroulek |                      | 03:08 Petr Koukal 26:48 Ladislav Lubina |                      |

4. utkání
|  | HC Lasselsberger Plzeň | 6 - 3         | HC Moeller Pardubice |  |
|  | HC Lasselsberger Plzeň | (1:1,2:2,3:0) | HC Moeller Pardubice |  |

| Souhrn zápasu Report | Souhrn zápasu Report | Souhrn zápasu Report | Souhrn zápasu Report                                       | Souhrn zápasu Report |
| -------------------- | --- | -------------------- | ---------------------------------------------------------- | -------------------- |
|                      | 14:52 Radek Matějovský 29:01 Adam Šaffer 29:59 Radek Matějovský 44:57 Martin Špaňhel 49:12 Pavel Vostřák 57:07 Josef Straka |                      | 00:52 Petr Průcha 20:55 Petr Mudroch 28:28 Jaroslav Kudrna |                      |

5. utkání
|  | HC Moeller Pardubice | 5 - 2         | HC Lasselsberger Plzeň |  |
|  | HC Moeller Pardubice | (1:0,3:1,1:1) | HC Lasselsberger Plzeň |  |

| Souhrn zápasu Report | Souhrn zápasu Report                                                                              | Souhrn zápasu Report | Souhrn zápasu Report                     | Souhrn zápasu Report |
| -------------------- | ------------------------------------------------------------------------------------------------- | -------------------- | ---------------------------------------- | -------------------- |
|                      | 18:52 Ladislav Lubina 29:19 Petr Mudroch 36:46 Tomaž Razingar 39:11 Petr Sýkora 56:13 Petr Průcha |                      | 24:18 Michal Dobroň 51:51 Mario Cartelli |                      |

6. utkání
|  | HC Lasselsberger Plzeň | 3 - 1         | HC Moeller Pardubice |  |
|  | HC Lasselsberger Plzeň | (0:0,1:1,2:0) | HC Moeller Pardubice |  |

| Souhrn zápasu Report | Souhrn zápasu Report                                            | Souhrn zápasu Report | Souhrn zápasu Report  | Souhrn zápasu Report |
| -------------------- | --------------------------------------------------------------- | -------------------- | --------------------- | -------------------- |
|                      | 20:33 Pavel Vostřák 46:58 Michal Straka 59:49 Dušan Andrašovský |                      | 32:58 Ladislav Lubina |                      |

7. utkání
|  | HC Moeller Pardubice | 1 - 5         | HC Lasselsberger Plzeň |  |
|  | HC Moeller Pardubice | (0:2,1:2,0:1) | HC Lasselsberger Plzeň |  |

| Souhrn zápasu Report | Souhrn zápasu Report  | Souhrn zápasu Report | Souhrn zápasu Report                                                                                       | Souhrn zápasu Report |
| -------------------- | --------------------- | -------------------- | --- | -------------------- |
|                      | 27:50 Jaroslav Kudrna |                      | 00:20 Josef Straka 04:21 Michal Straka 35:25 Dušan Andrašovský 38:34 Dušan Andrašovský 52:04 Pavel Vostřák |                      |

- Vítěz HC Lasselsberger Plzeň 4:3 na zápasy

### Druhé čtvrtfinále
1. utkání
|  | HC Hamé Zlín | 4 - 1         | HC Oceláři Třinec |  |
|  | HC Hamé Zlín | (3:0,0:0,1:1) | HC Oceláři Třinec |  |

| Souhrn zápasu Report | Souhrn zápasu Report                                                               | Souhrn zápasu Report | Souhrn zápasu Report     | Souhrn zápasu Report |
| -------------------- | ---------------------------------------------------------------------------------- | -------------------- | ------------------------ | -------------------- |
|                      | 04:18 Petr Macholda 06:03 Petr Macholda 09:22 Miroslav Blaťák 48:19 Martin Hamrlík |                      | 56:31 Rostislav Martynek |                      |

2. utkání
|  | HC Hamé Zlín | 1 - 3         | HC Oceláři Třinec |  |
|  | HC Hamé Zlín | (1:2,0:1,0:0) | HC Oceláři Třinec |  |

| Souhrn zápasu Report | Souhrn zápasu Report | Souhrn zápasu Report | Souhrn zápasu Report                                          | Souhrn zápasu Report |
| -------------------- | -------------------- | -------------------- | ------------------------------------------------------------- | -------------------- |
|                      | 18:02 Martin Jenáček |                      | 01:46 Jiří Malinský 12:44 Marek Melenovský 38:19 Marek Zadina |                      |

3. utkání
|  | HC Oceláři Třinec | 1 - 0         | HC Hamé Zlín |  |
|  | HC Oceláři Třinec | (0:0,1:0,0:0) | HC Hamé Zlín |  |

| Souhrn zápasu Report | Souhrn zápasu Report | Souhrn zápasu Report | Souhrn zápasu Report | Souhrn zápasu Report |
| -------------------- | -------------------- | -------------------- | -------------------- | -------------------- |
|                      | 26:14 Jiří Polanský  |                      |                      |                      |

4. utkání
|  | HC Oceláři Třinec | 2 - 3 SN          | HC Hamé Zlín |  |
|  | HC Oceláři Třinec | (1:0,1:1,0:1,0:0) | HC Hamé Zlín |  |

| Souhrn zápasu Report | Souhrn zápasu Report                     | Souhrn zápasu Report | Souhrn zápasu Report                                                  | Souhrn zápasu Report |
| -------------------- | ---------------------------------------- | -------------------- | --------------------------------------------------------------------- | -------------------- |
|                      | 04:05 Zdeněk Pavelek 32:40 Petr Jančařík |                      | 32:04 Peter Barinka 59:57 Jaroslav Balaštík rozhodující SN Petr Leška |                      |

5. utkání
|  | HC Hamé Zlín | 8 - 3         | HC Oceláři Třinec |  |
|  | HC Hamé Zlín | (2:0,1:2,5:1) | HC Oceláři Třinec |  |

| Souhrn zápasu Report | Souhrn zápasu Report | Souhrn zápasu Report | Souhrn zápasu Report                                            | Souhrn zápasu Report |
| -------------------- | --- | -------------------- | --------------------------------------------------------------- | -------------------- |
|                      | 06:14, 08:48 a 40:28 Petr Leška 37:01 Pavel Zubíček 44:12 Ondřej Veselý 54:12 Jaroslav Balaštík 57:04 Tomáš Karný 58:49 Martin Čech |                      | 25:21 Jiří Polanský 26:37 Marek Melenovský 41:22 Filip Štefanka |                      |

6. utkání
|  | HC Oceláři Třinec | 1 - 0 SN          | HC Hamé Zlín |  |
|  | HC Oceláři Třinec | (0:0,0:0,0:0,0:0) | HC Hamé Zlín |  |

| Souhrn zápasu Report | Souhrn zápasu Report         | Souhrn zápasu Report | Souhrn zápasu Report | Souhrn zápasu Report |
| -------------------- | ---------------------------- | -------------------- | -------------------- | -------------------- |
|                      | rozhodující SN Jiří Polanský |                      |                      |                      |

7. utkání
|  | HC Hamé Zlín | 2 - 0         | HC Oceláři Třinec |  |
|  | HC Hamé Zlín | (0:0,1:0,1:0) | HC Oceláři Třinec |  |

| Souhrn zápasu Report | Souhrn zápasu Report                         | Souhrn zápasu Report | Souhrn zápasu Report | Souhrn zápasu Report |
| -------------------- | -------------------------------------------- | -------------------- | -------------------- | -------------------- |
|                      | 38:24 Martin Hamrlík 59:39 Jaroslav Balaštík |                      |                      |                      |

- Vítěz HC Hamé Zlín 4:3 na zápasy

### Třetí čtvrtfinále
1. utkání
|  | HC JME Znojemští Orli | 4 - 3         | HC Slavia Praha |  |
|  | HC JME Znojemští Orli | (0:0,1:1,3:2) | HC Slavia Praha |  |

| Souhrn zápasu Report | Souhrn zápasu Report                                                   | Souhrn zápasu Report | Souhrn zápasu Report                                       | Souhrn zápasu Report |
| -------------------- | ---------------------------------------------------------------------- | -------------------- | ---------------------------------------------------------- | -------------------- |
|                      | 31:39 Peter Pucher 40:39 Marek Uram 56:26 David Havíř 57:54 Marek Uram |                      | 27:07 Josef Beránek 51:47 Patrik Martinec 58:59 Michal Sup |                      |

2. utkání
|  | HC JME Znojemští Orli | 1 - 4         | HC Slavia Praha |  |
|  | HC JME Znojemští Orli | (0:1,1:0,0:3) | HC Slavia Praha |  |

| Souhrn zápasu Report | Souhrn zápasu Report | Souhrn zápasu Report | Souhrn zápasu Report                                                       | Souhrn zápasu Report |
| -------------------- | -------------------- | -------------------- | -------------------------------------------------------------------------- | -------------------- |
|                      | 31:11 Igor Rataj     |                      | 06:13 Radek Dlouhý 46:52 Josef Beránek 59:04 Michal Sup 59:26 Marek Tomica |                      |

3. utkání
|  | HC Slavia Praha | 2 - 3 PP          | HC JME Znojemští Orli |  |
|  | HC Slavia Praha | (1:0,1:2,0:0,0:1) | HC JME Znojemští Orli |  |

| Souhrn zápasu Report | Souhrn zápasu Report                   | Souhrn zápasu Report | Souhrn zápasu Report                                        | Souhrn zápasu Report |
| -------------------- | -------------------------------------- | -------------------- | ----------------------------------------------------------- | -------------------- |
|                      | 08:59 Marek Tomica 39:27 Josef Beránek |                      | 24:00 Karel Plášek 25:39 Jan Snopek PP 67:46 Miroslav Barus |                      |

4. utkání
|  | HC Slavia Praha | 3 - 0         | HC JME Znojemští Orli |  |
|  | HC Slavia Praha | (1:0,1:0,1:0) | HC JME Znojemští Orli |  |

| Souhrn zápasu Report | Souhrn zápasu Report                                    | Souhrn zápasu Report | Souhrn zápasu Report | Souhrn zápasu Report |
| -------------------- | ------------------------------------------------------- | -------------------- | -------------------- | -------------------- |
|                      | 08:56 David Hruška 27:03 Michal Sup 54:26 Josef Beránek |                      |                      |                      |

5. utkání
|  | HC JME Znojemští Orli | 5 - 2         | HC Slavia Praha |  |
|  | HC JME Znojemští Orli | (1:1,1:0,3:1) | HC Slavia Praha |  |

| Souhrn zápasu Report | Souhrn zápasu Report                                                                     | Souhrn zápasu Report | Souhrn zápasu Report                | Souhrn zápasu Report |
| -------------------- | ---------------------------------------------------------------------------------------- | -------------------- | ----------------------------------- | -------------------- |
|                      | 00:09 Karel Soudek 34:01 Ján Pardavý 41:20 Radek Haman 52:52 Marek Uram 57:11 Marek Uram |                      | 16:29 Petr Kadlec 46:25 Milan Antoš |                      |

6. utkání
|  | HC Slavia Praha | 5 - 0         | HC JME Znojemští Orli |  |
|  | HC Slavia Praha | (2:0,2:0,1:0) | HC JME Znojemští Orli |  |

| Souhrn zápasu Report | Souhrn zápasu Report                                                                      | Souhrn zápasu Report | Souhrn zápasu Report | Souhrn zápasu Report |
| -------------------- | ----------------------------------------------------------------------------------------- | -------------------- | -------------------- | -------------------- |
|                      | 04:33 Jan Novák 12:30 Radek Dlouhý 24:54 Michal Sup 34:23 David Hruška 51:34 David Pojkar |                      |                      |                      |

7. utkání
|  | HC JME Znojemští Orli | 2 - 3 SN          | HC Slavia Praha |  |
|  | HC JME Znojemští Orli | (2:1,0:1,0:0,0:0) | HC Slavia Praha |  |

| Souhrn zápasu Report | Souhrn zápasu Report                    | Souhrn zápasu Report | Souhrn zápasu Report                                              | Souhrn zápasu Report |
| -------------------- | --------------------------------------- | -------------------- | ----------------------------------------------------------------- | -------------------- |
|                      | 06:20 Miroslav Barus 09:38 Peter Pucher |                      | 08:34 Michal Vondrka 24:49 Michal Sup rozhodující SN Jakub Klepiš |                      |

- Vítěz HC Slavia Praha 4:3 na zápasy

### Čtvrté čtvrtfinále
1. utkání
|  | HC Sparta Praha | 3 - 2 PP          | HC Vítkovice |  |
|  | HC Sparta Praha | (0:0,1:1,1:1,1:0) | HC Vítkovice |  |

| Souhrn zápasu Report | Souhrn zápasu Report                                     | Souhrn zápasu Report | Souhrn zápasu Report                   | Souhrn zápasu Report |
| -------------------- | -------------------------------------------------------- | -------------------- | -------------------------------------- | -------------------- |
|                      | 27:25 Martin Chabada 54:49 Jan Marek PP 64:08 Pavel Šrek |                      | 34:21 Filip Turek 46:36 Martin Tomášek |                      |

2. utkání
|  | HC Sparta Praha | 3 - 0         | HC Vítkovice |  |
|  | HC Sparta Praha | (0:0,2:0,1:0) | HC Vítkovice |  |

| Souhrn zápasu Report | Souhrn zápasu Report                                | Souhrn zápasu Report | Souhrn zápasu Report | Souhrn zápasu Report |
| -------------------- | --------------------------------------------------- | -------------------- | -------------------- | -------------------- |
|                      | 27:02 Jan Marek 38:45 Luboš Bartečko 56:11 Petr Ton |                      |                      |                      |

3. utkání
|  | HC Vítkovice | 5 - 0         | HC Sparta Praha |  |
|  | HC Vítkovice | (1:0,3:0,1:0) | HC Sparta Praha |  |

| Souhrn zápasu Report | Souhrn zápasu Report                                                                                | Souhrn zápasu Report | Souhrn zápasu Report | Souhrn zápasu Report |
| -------------------- | --------------------------------------------------------------------------------------------------- | -------------------- | -------------------- | -------------------- |
|                      | 04:02 Rostislav Olesz 22:38 Zbyněk Irgl 27:41 Rostislav Olesz 32:02 Jiří Burger 48:41 Luděk Krayzel |                      |                      |                      |

4. utkání
|  | HC Vítkovice | 6 - 2         | HC Sparta Praha |  |
|  | HC Vítkovice | (1:0,3:0,2:2) | HC Sparta Praha |  |

| Souhrn zápasu Report | Souhrn zápasu Report                                                                                            | Souhrn zápasu Report | Souhrn zápasu Report              | Souhrn zápasu Report |
| -------------------- | --- | -------------------- | --------------------------------- | -------------------- |
|                      | 03:56 Luděk Krayzel 23:02 Luděk Krayzel 24:31 Petr Míka 32:26 Petr Hubáček 53:19 Martin Tomášek 55:12 Petr Míka |                      | 40:27 Pavel Šrek 49:55 Pavel Šrek |                      |

5. utkání
|  | HC Sparta Praha | 6 - 1         | HC Vítkovice |  |
|  | HC Sparta Praha | (1:0,0:0,5:1) | HC Vítkovice |  |

| Souhrn zápasu Report | Souhrn zápasu Report                                                                                                 | Souhrn zápasu Report | Souhrn zápasu Report | Souhrn zápasu Report |
| -------------------- | --- | -------------------- | -------------------- | -------------------- |
|                      | 19:47 Martin Chabada 45:47 Jan Marek 46:17 Gabriel Špilár 49:47 Pavel Šrek 51:53 Martin Chabada 59:23 Gabriel Špilár |                      | 55:23 Jakub Hulva    |                      |

6. utkání
|  | HC Vítkovice | 1 - 4         | HC Sparta Praha |  |
|  | HC Vítkovice | (1:1,0:1,0:2) | HC Sparta Praha |  |

| Souhrn zápasu Report | Souhrn zápasu Report | Souhrn zápasu Report | Souhrn zápasu Report                                                           | Souhrn zápasu Report |
| -------------------- | -------------------- | -------------------- | ------------------------------------------------------------------------------ | -------------------- |
|                      | 00:20 Petr Míka      |                      | 02:19 Libor Procházka 34:06 Martin Chabada 43:12 Jan Marek 45:34 Roman Šimíček |                      |

- Vítěz HC Sparta Praha 4:2 na zápasy

## Semifinále

### První semifinále
1. utkání
|  | HC Hamé Zlín | 7 - 2         | HC Lasselsberger Plzeň |  |
|  | HC Hamé Zlín | (2:1,3:1,2:0) | HC Lasselsberger Plzeň |  |

| Souhrn zápasu Report | Souhrn zápasu Report | Souhrn zápasu Report | Souhrn zápasu Report                   | Souhrn zápasu Report |
| -------------------- | --- | -------------------- | -------------------------------------- | -------------------- |
|                      | 09:47 Petr Macholda 14:44 Peter Barinka 30:14 Jaroslav Balaštík 35:00 Miroslav Okál 35:58 Peter Barinka 48:28 Miroslav Okál 54:59 Ondřej Veselý |                      | 01:01 Pavel Vostřák 37:34 Josef Straka |                      |

2. utkání
|  | HC Hamé Zlín | 4 - 3 PP          | HC Lasselsberger Plzeň |  |
|  | HC Hamé Zlín | (2:1,0:1,1:1,1:0) | HC Lasselsberger Plzeň |  |

| Souhrn zápasu Report | Souhrn zápasu Report                                                                     | Souhrn zápasu Report | Souhrn zápasu Report                                      | Souhrn zápasu Report |
| -------------------- | ---------------------------------------------------------------------------------------- | -------------------- | --------------------------------------------------------- | -------------------- |
|                      | 05:04 Petr Leška 13:37 Jaroslav Balaštík 53:41 Martin Hamrlík PP 67:23 Jaroslav Balaštík |                      | 04:35 Milan Nedoma 25:32 Josef Straka 56:13 Pavel Vostřák |                      |

3. utkání
|  | HC Lasselsberger Plzeň | 3 - 2         | HC Hamé Zlín |  |
|  | HC Lasselsberger Plzeň | (1:1,2:1,0:0) | HC Hamé Zlín |  |

| Souhrn zápasu Report | Souhrn zápasu Report                                           | Souhrn zápasu Report | Souhrn zápasu Report                 | Souhrn zápasu Report |
| -------------------- | -------------------------------------------------------------- | -------------------- | ------------------------------------ | -------------------- |
|                      | 16:02 Michal Dvořák 25:46 Dušan Andrašovský 32:37 Jiří Jelínek |                      | 14:20 Miroslav Okál 21:07 Petr Leška |                      |

4. utkání
|  | HC Lasselsberger Plzeň | 0 - 3         | HC Hamé Zlín |  |
|  | HC Lasselsberger Plzeň | (0:1,0:0,0:2) | HC Hamé Zlín |  |

| Souhrn zápasu Report | Souhrn zápasu Report | Souhrn zápasu Report | Souhrn zápasu Report                                     | Souhrn zápasu Report |
| -------------------- | -------------------- | -------------------- | -------------------------------------------------------- | -------------------- |
|                      |                      |                      | 14:53 Peter Barinka 43:52 Peter Barinka 47:39 Petr Leška |                      |

5. utkání
|  | HC Hamé Zlín | 4 - 2         | HC Lasselsberger Plzeň |  |
|  | HC Hamé Zlín | (1:0,1:1,2:1) | HC Lasselsberger Plzeň |  |

| Souhrn zápasu Report | Souhrn zápasu Report                                                                   | Souhrn zápasu Report | Souhrn zápasu Report                     | Souhrn zápasu Report |
| -------------------- | -------------------------------------------------------------------------------------- | -------------------- | ---------------------------------------- | -------------------- |
|                      | 12:04 Jaroslav Balaštík 30:34 Martin Hamrlík 42:24 Ondřej Veselý 59:59 Miroslav Blaťák |                      | 20:22 Josef Straka 50:22 Jiří Dobrovolný |                      |

- Vítěz HC Hamé Zlín 4:1 na zápasy

### Druhé semifinále
1. utkání
|  | HC Sparta Praha | 1 - 4         | HC Slavia Praha |  |
|  | HC Sparta Praha | (1:1,0:0,0:3) | HC Slavia Praha |  |

| Souhrn zápasu Report | Souhrn zápasu Report | Souhrn zápasu Report | Souhrn zápasu Report                                                           | Souhrn zápasu Report |
| -------------------- | -------------------- | -------------------- | ------------------------------------------------------------------------------ | -------------------- |
|                      | 00:23 Petr Ton       |                      | 02:39 David Hruška 44:18 Aleš Krátoška 48:52 Milan Kopecký 51:31 Josef Beránek |                      |

2. utkání
|  | HC Sparta Praha | 2 - 1 PP          | HC Slavia Praha |  |
|  | HC Sparta Praha | (0:1,0:0,1:0,1:0) | HC Slavia Praha |  |

| Souhrn zápasu Report | Souhrn zápasu Report                       | Souhrn zápasu Report | Souhrn zápasu Report | Souhrn zápasu Report |
| -------------------- | ------------------------------------------ | -------------------- | -------------------- | -------------------- |
|                      | 52:35 Jakub Šindel PP 62:12 Martin Chabada |                      | 16:45 Michal Sup     |                      |

3. utkání
|  | HC Slavia Praha | 1 - 2 SN          | HC Sparta Praha |  |
|  | HC Slavia Praha | (0:1,1:0,0:0,0:0) | HC Sparta Praha |  |

| Souhrn zápasu Report | Souhrn zápasu Report | Souhrn zápasu Report | Souhrn zápasu Report                         | Souhrn zápasu Report |
| -------------------- | -------------------- | -------------------- | -------------------------------------------- | -------------------- |
|                      | 21:30 Josef Beránek  |                      | 11:09 Martin Chabada rozhodující SN Petr Ton |                      |

4. utkání
|  | HC Slavia Praha | 3 - 4 SN          | HC Sparta Praha |  |
|  | HC Slavia Praha | (3:1,0:0,0:2,0:0) | HC Sparta Praha |  |

| Souhrn zápasu Report | Souhrn zápasu Report                                     | Souhrn zápasu Report | Souhrn zápasu Report                                                                         | Souhrn zápasu Report |
| -------------------- | -------------------------------------------------------- | -------------------- | -------------------------------------------------------------------------------------------- | -------------------- |
|                      | 09:27 Petr Kadlec 11:29 Milan Kopecký 12:21 Marek Tomica |                      | 10:57 Josef Řezníček 44:29 Michal Dragoun 59:59 Martin Chabada rozhodující SN Josef Řezníček |                      |

5. utkání
|  | HC Sparta Praha | 3 - 4 PP          | HC Slavia Praha |  |
|  | HC Sparta Praha | (0:1,1:0,2:2,0:1) | HC Slavia Praha |  |

| Souhrn zápasu Report | Souhrn zápasu Report                                    | Souhrn zápasu Report | Souhrn zápasu Report                                                       | Souhrn zápasu Report |
| -------------------- | ------------------------------------------------------- | -------------------- | -------------------------------------------------------------------------- | -------------------- |
|                      | 35:03 Luboš Bartečko 57:07 Roman Šimíček 58:09 Petr Ton |                      | 06:08 Jakub Klepiš 46:26 Milan Antoš 52:09 Michal Sup PP 61:40 Milan Antoš |                      |

6. utkání
|  | HC Slavia Praha | 4 - 2         | HC Sparta Praha |  |
|  | HC Slavia Praha | (0:0,1:2,3:0) | HC Sparta Praha |  |

| Souhrn zápasu Report | Souhrn zápasu Report                                                    | Souhrn zápasu Report | Souhrn zápasu Report                    | Souhrn zápasu Report |
| -------------------- | ----------------------------------------------------------------------- | -------------------- | --------------------------------------- | -------------------- |
|                      | 23:50 Jakub Klepiš 51:18 Jan Novák 52:26 Milan Antoš 54:38 Jakub Klepiš |                      | 27:20 Libor Procházka 31:30 Michal Broš |                      |

7. utkání
|  | HC Sparta Praha | 0 - 3         | HC Slavia Praha |  |
|  | HC Sparta Praha | (0:1,0:0,0:2) | HC Slavia Praha |  |

| Souhrn zápasu Report | Souhrn zápasu Report | Souhrn zápasu Report | Souhrn zápasu Report                                          | Souhrn zápasu Report |
| -------------------- | -------------------- | -------------------- | ------------------------------------------------------------- | -------------------- |
|                      |                      |                      | 14:35 David Hruška 46:38 Michal Vondrka 49:31 Patrik Martinec |                      |

- Vítěz HC Slavia Praha 4:3 na zápasy

## Finále
1. utkání
|  | HC Hamé Zlín | 2 - 3 PP             | HC Slavia Praha |  |
|  | HC Hamé Zlín | (1:1, 1:0, 0:1, 0:1) | HC Slavia Praha |  |

| Souhrn zápasu Report | Souhrn zápasu Report                  | Souhrn zápasu Report | Souhrn zápasu Report                                     | Souhrn zápasu Report |
| -------------------- | ------------------------------------- | -------------------- | -------------------------------------------------------- | -------------------- |
|                      | 10:53 Petr Leška 28:31 Erik Weissmann |                      | 2:26 Aleš Krátoška 53:31 Marek Tomica PP 62:03 Jan Novák |                      |

2. utkání
|  | HC Hamé Zlín | 3 - 2 PP             | HC Slavia Praha |  |
|  | HC Hamé Zlín | (1:2, 0:0, 1:0, 1:0) | HC Slavia Praha |  |

| Souhrn zápasu Report | Souhrn zápasu Report                                           | Souhrn zápasu Report | Souhrn zápasu Report             | Souhrn zápasu Report |
| -------------------- | -------------------------------------------------------------- | -------------------- | -------------------------------- | -------------------- |
|                      | 14:41 Miroslav Blaťák 50:34 Martin Čech PP 64:16 Peter Barinka |                      | 17:53 M.Kopecký 18:33 Marek Ivan |                      |

3. utkání
|  | HC Slavia Praha | 1 - 2           | HC Hamé Zlín |  |
|  | HC Slavia Praha | (0:0, 0:0, 1:2) | HC Hamé Zlín |  |

| Souhrn zápasu Report | Souhrn zápasu Report | Souhrn zápasu Report | Souhrn zápasu Report                       | Souhrn zápasu Report |
| -------------------- | -------------------- | -------------------- | ------------------------------------------ | -------------------- |
|                      | 51:10 Josef Beránek  |                      | 48:58 Rostislav Vlach 54:31 Martin Hamrlík |                      |

4. utkání
|  | HC Slavia Praha | 0 - 1           | HC Hamé Zlín |  |
|  | HC Slavia Praha | (0:0, 0:0, 0:1) | HC Hamé Zlín |  |

| Souhrn zápasu Report | Souhrn zápasu Report | Souhrn zápasu Report | Souhrn zápasu Report | Souhrn zápasu Report |
| -------------------- | -------------------- | -------------------- | -------------------- | -------------------- |
|                      |                      |                      | 42:23 Ondřej Veselý  |                      |

5. utkání
|  | HC Hamé Zlín | 4 - 1           | HC Slavia Praha |  |
|  | HC Hamé Zlín | (0:1, 0:0, 4:0) | HC Slavia Praha |  |

| Souhrn zápasu Report | Souhrn zápasu Report                                                                  | Souhrn zápasu Report | Souhrn zápasu Report | Souhrn zápasu Report |
| -------------------- | ------------------------------------------------------------------------------------- | -------------------- | -------------------- | -------------------- |
|                      | 40:18 Jaroslav Balaštík 42:48 Petr Leška 46:15 Martin Jenáček 59:51 Jaroslav Balaštík |                      | 15:47 Jakub Klepiš   |                      |

- Vítěz HC Hamé Zlín 4:1 na zápasy

## Baráž o extraligu
- HC Dukla Jihlava postoupila do dalšího ročníku extraligy po výsledku 4 : 0 na zápasy, zatímco HC České Budějovice sestoupily do 1. ligy.

1. utkání
|  | HC České Budějovice | 2 - 3 PP          | HC Dukla Jihlava |  |
|  | HC České Budějovice | (0:0,2:1,0:1,0:1) | HC Dukla Jihlava |  |

| Souhrn zápasu Report | Souhrn zápasu Report                        | Souhrn zápasu Report | Souhrn zápasu Report                                         | Souhrn zápasu Report |
| -------------------- | ------------------------------------------- | -------------------- | ------------------------------------------------------------ | -------------------- |
|                      | 20:27 Radek Bělohlav 37:16 Jaroslav Kristek |                      | 23:55 Roman Hlouch 54:37 Aleš Padělek PP 60:24 Oldřich Bakus |                      |

2. utkání
|  | HC České Budějovice | 0 - 1         | HC Dukla Jihlava |  |
|  | HC České Budějovice | (0:0,0:0,0:1) | HC Dukla Jihlava |  |

| Souhrn zápasu Report | Souhrn zápasu Report | Souhrn zápasu Report | Souhrn zápasu Report | Souhrn zápasu Report |
| -------------------- | -------------------- | -------------------- | -------------------- | -------------------- |
|                      |                      |                      | 47:18 Oldřich Bakus  |                      |

3. utkání
|  | HC Dukla Jihlava | 3 - 2 SN          | HC České Budějovice |  |
|  | HC Dukla Jihlava | (1:1,1:0,0:1,0:0) | HC České Budějovice |  |

| Souhrn zápasu Report | Souhrn zápasu Report                                                 | Souhrn zápasu Report | Souhrn zápasu Report                          | Souhrn zápasu Report |
| -------------------- | -------------------------------------------------------------------- | -------------------- | --------------------------------------------- | -------------------- |
|                      | 06:27 Tomáš Čachotský 37:04 Aleš Padělek rozhodující SN Aleš Padělek |                      | 17:12 Jaroslav Kristek 52:31 Jaroslav Kristek |                      |

4. utkání
|  | HC Dukla Jihlava | 3 - 0         | HC České Budějovice |  |
|  | HC Dukla Jihlava | (0:0,1:0,2:0) | HC České Budějovice |  |

| Souhrn zápasu Report | Souhrn zápasu Report                                              | Souhrn zápasu Report | Souhrn zápasu Report | Souhrn zápasu Report |
| -------------------- | ----------------------------------------------------------------- | -------------------- | -------------------- | -------------------- |
|                      | 29:57 Petr Kaňkovský 51:01 Ladislav Rytnauer 59:55 Petr Kaňkovský |                      |                      |                      |

## Nejproduktivnější hráči základní části
Toto je konečné pořadí hráčů podle dosažených bodů. Za jeden vstřelený gól nebo přihrávku na gól hráč získal jeden bod.
| Poř. | Hráč              | Tým                    | Z  | G  | A  | B  | TM | +/- |
| ---- | ----------------- | ---------------------- | -- | -- | -- | -- | -- | --- |
| 1.   | Josef Beránek     | HC Slavia Praha        | 51 | 16 | 47 | 63 | 93 | 28  |
| 2.   | Petr Leška        | HC Hamé Zlín           | 52 | 14 | 43 | 57 | 48 | 10  |
| 3.   | Josef Straka      | HC Lasselsberger Plzeň | 52 | 23 | 32 | 55 | 28 | 18  |
| 4.   | Peter Pucher      | HC JME Znojemští Orli  | 52 | 13 | 42 | 55 | 18 | 11  |
| 5.   | Jan Marek         | HC Sparta Praha        | 50 | 21 | 30 | 51 | 62 | 8   |
| 6.   | Marek Uram        | HC JME Znojemští Orli  | 46 | 25 | 24 | 49 | 16 | 15  |
| 7.   | Jiří Burger       | HC Vítkovice           | 51 | 23 | 26 | 49 | 40 | 4   |
| 8.   | Jiří Dopita       | HC Moeller Pardubice   | 47 | 20 | 28 | 48 | 44 | 14  |
| 9.   | Jaroslav Balaštík | HC Hamé Zlín           | 51 | 29 | 18 | 47 | 54 | 13  |
| 10.  | Petr Sýkora       | HC Moeller Pardubice   | 48 | 23 | 23 | 46 | 54 | 13  |

## Nejproduktivnější hráči play-off
Toto je konečné pořadí hráčů podle dosažených bodů. Za jeden vstřelený gól nebo přihrávku na gól hráč získal jeden bod.
| Poř. | Hráč              | Tým                    | Z  | G | A  | B  | TM | +/- |
| ---- | ----------------- | ---------------------- | -- | - | -- | -- | -- | --- |
| 1.   | Jaroslav Balaštík | HC Hamé Zlín           | 17 | 9 | 9  | 18 | 32 | 10  |
| 2.   | Petr Leška        | HC Hamé Zlín           | 17 | 9 | 9  | 18 | 0  | 11  |
| 3.   | Josef Beránek     | HC Slavia Praha        | 19 | 7 | 11 | 18 | 30 | 1   |
| 4.   | Jan Novák         | HC Slavia Praha        | 19 | 3 | 11 | 14 | 16 | 5   |
| 5.   | Josef Straka      | HC Lasselsberger Plzeň | 12 | 7 | 6  | 13 | 8  | -3  |
| 6.   | Martin Hamrlík    | HC Hamé Zlín           | 17 | 5 | 8  | 13 | 12 | 11  |
| 7.   | Jan Marek         | HC Sparta Praha        | 11 | 4 | 9  | 13 | 26 | 4   |
| 8.   | Dušan Andrašovský | HC Lasselsberger Plzeň | 12 | 5 | 7  | 12 | 8  | -2  |
| 9.   | Ondřej Veselý     | HC Hamé Zlín           | 17 | 4 | 8  | 12 | 18 | 6   |
| 10.  | Michal Sup        | HC Slavia Praha        | 19 | 7 | 4  | 11 | 8  | 1   |

| Umístění         | Mužstvo         | Hráči |
| ---------------- | --------------- | --- |
| Zlatá medaile    | HC Hamé Zlín    | Brankáři: Igor Murín, Martin Altrichter Obránci: Martin Hamrlík, Miroslav Blaťák, Jan Dlouhý, Petr Macholda, David Nosek, Radim Tesařík, Lubomír Vosátko, Pavel Zubíček Útočníci: Peter Barinka, Martin Čech, Petr Leška, Jaroslav Balaštík, Miroslav Hlinka, Martin Jenáček, Tomáš Kapusta, Tomáš Karný, Petr Mokrejš, Miroslav Okál, Ondřej Veselý, Erik Weissmann, Rostislav Vlach, Martin Záhorovský Trenéři Ernest Bokroš, Jaroslav Stuchlík |
| Stříbrná medaile | HC Slavia Praha | Brankáři: Roman Málek, Lukáš Hronek, Petr Franěk, Zdeněk Šmíd Obránci: Jan Novák, Petr Kadlec, Jiří Kuntoš, Pavel Kolařík, Dominik Graňák, Ondřej Staněk, Ivan Droppa, František Kučera, David Pojkar, Petr Braniš, Petr Štrach, Tomáš Houdek Útočníci: Josef Beránek, Michal Sup, David Hruška, Milan Antoš, Patrik Martinec, Radoslav Kropáč, Michal Vondrka, Jakub Klepiš, Marek Tomica, Radek Dlouhý, Milan Kopecký, Aleš Krátoška, Petr Jaroš, Leoš Čermák, Jan Fadrný, Adam Šaffer, Marek Ivan, Roman Červenka, Marek Kvapil Trenéři Vladimír Růžička, Ondřej Weissmann a Jiří Kalous   |
| Bronzová medaile | HC Sparta Praha | Brankáři: Petr Bříza, Marek Schwarz, Tomáš Pöpperle Obránci: Josef Řezníček, Libor Procházka, Pavel Šrek, Jan Srdínko, Jan Hanzlík, Martin Richter, J. Kasík, Jan Výtisk, Karol Sloboda, Petr Míka, Petr Buzek, Petr Kuboš Útočníci: Jan Marek, Michal Broš, Ondřej Kratěna, Martin Chabada, Ľuboš Bartečko, Roman Šimíček, Viktor Ujčík, Petr Ton, Gabriel Špilár, Jan Tomajko, Zdeněk Sedlák, Jakub Šindel, David Vrbata, Jantovský, Roman Vondráček, Martin Havlát, Paroulek, Eiselt, Havelka, Hlouch, Oldřich Bakus, Dragoun, Karel Hromas, Jakeš Trenéři Alois Hadamczik a Kamil Konečný |

## Rozhodčí

### Hlavní
- Všichni

- Petr Bolina
- Roman Haškovec
- Jaroslav Havlík
- Martin Homola
- Radek Husička
- Miroslav Jebavý
- Milan Kolísek
- Pavel Mikula
- Milan Minář
- Arnošt Nečas
- František Rejthar
- Martin Smeták
- Štěpán Souček
- Tomáš Svoboda
- Vladimír Šindler
- Tomáš Turčan
- Jaromír Venglář

### Čároví
- Všichni

- Miloš Bádal –  Roman Pouzar
- Stanislav Barvíř –  Petr Blümel
- Jaromír Bláha –  Jiří Kareš
- Václav Český –  Evžen Kostka
- Vilém Cambal –  Michal Unzeitig
- Michal Čech –  Karel Machálek
- Jan Čížek –  Jan Padevět
- Michal Dědek –  Luboš Chytil
- Jiří Gebauer –  Vít Lederer
- Václav Guth –  David Rittich
- Roman Hejduk –  Radovan Křivský
- Petr Charvát –  František Kalivoda
- Marek Hlavatý –  Rudolf Tošenovjan
- Tomáš Pešek –  Pavel Šátava
- Miroslav Pospíšil –  Pavel Pacal
- Jiří Rozlílek –  Ladislav Vitík